# Falange Española Independiente
Falange Española Independiente (FE(I)) fue un partido político falangista español.

## Historia

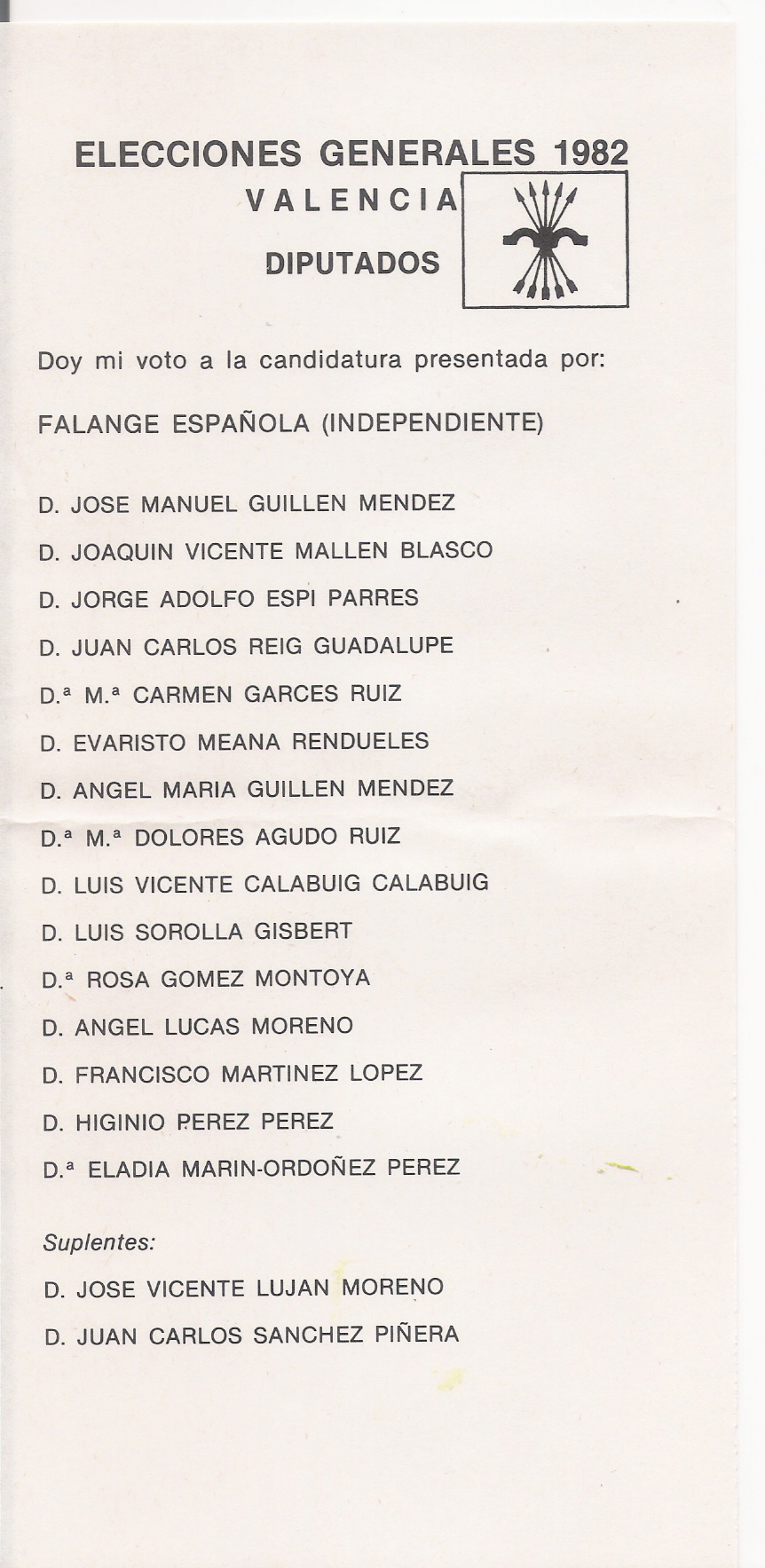
Papeleta de FE (i) al Congreso por Valencia en 1982.

Su germen fue el Frente de Estudiantes Sindicalistas (FES), movimiento estudiantil falangista de oposición al Régimen de Franco en el ámbito juvenil y universitario.
En el referéndum de 1966 sobre la Ley Orgánica del Estado, el FES pidió el voto negativo, hecho que le valió la represión de la policía.
Liderado por Sigfredo Hillers de Luque, la organización se legalizó con la Ley de Asociaciones bajo el nombre de Asociación Juvenil "Octubre". 
Ante el fracasado proyecto de unidad falangista que fueron los Pactos de Matute, el FES — junto a los Círculos Ruiz de Alda, Juventudes Falangistas y Asociación Juvenil Octubre — se constituye en la Falange Española Independiente el 23 de febrero de 1977, celebrando su I Congreso Nacional los días 27 y 28 de octubre de 1979.
Tras la marcha de Sigfredo Hillers en la década de 1980 y el cambio de la mayor parte de los militantes y cuadros a FE de las JONS, la FEI fue dada por extinta. Pero ante la persistencia de unos pocos veteranos del FES, la organización supo salir adelante aprovechando las crisis internas de FE de las JONS y FE/La Falange.
Tras cuatro años formando una coalición electoral con el grupo liderado por Diego Márquez (Falange 2000), FE(I) se fusiona junto a FE 2000 en FE de las JONS el 7 de febrero de 2004.